# Snyder County
Snyder County je okres ve státě Pensylvánie v USA. Správním městem okresu je město Middleburg.
Okres byl vytvořen 2. března 1855 z části okresu Union County a byl pojmenován po politikovi Simonovi Snyderovi.

## Sídla

### Boroughs
- Beavertown
- Freeburg
- McClure
- Middleburg
- Selinsgrove
- Shamokin Dam

### Townships

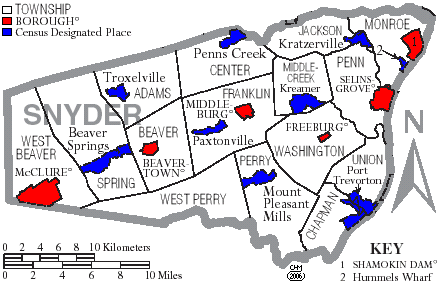
Sídla v okrese

- Adams Township
- Beaver Township
- Center Township
- Chapman Township
- Franklin Township
- Jackson Township
- Middlecreek Township
- Monroe Township
- Penn Township
- Perry Township
- Spring Township
- Union Township
- Washington Township
- West Beaver Township
- West Perry Township

### Census-designated places
- Beaver Springs
- Hummels Wharf
- Kratzerville
- Kreamer
- Mount Pleasant Mills
- Paxtonville
- Penns Creek
- Port Trevorton
- Richfield
- Troxelville

## Sousední okresy
| Růžice kompasu |                | Union County  |                       | Růžice kompasu |
| Růžice kompasu | Mifflin County | Sever         | Northumberland County | Růžice kompasu |
| Růžice kompasu | Mifflin County | Snyder County | Northumberland County | Růžice kompasu |
| Růžice kompasu | Mifflin County | Jih           | Northumberland County | Růžice kompasu |
| Růžice kompasu | Juniata County |               |                       | Růžice kompasu |